# Тертишний Сергій Вікторович
Сергій Вікторович Тертишний (рос. Сергей Викторович Тертышный; 3 червня 1970, м. Челябінськ, СРСР) — російський хокеїст, захисник. Помічник головного тренера «Трактор» (Челябінськ). Майстер спорту міжнародного класу (1994).
Вихованець хокейної школи СДЮШОР «Трактор» (Челябінськ), тренер — Н. Ф. Бец. Виступав за «Мечел» (Челябінськ), «Трактор» (Челябінськ), «Портленд Пайретс» (АХЛ), «Металург» (Магнітогорськ), «Лада» (Тольятті), «Авангард» (Омськ). 
У складі національної збірної Росії учасник зимових Олімпійських ігор 1994, учасник чемпіонату світу 1999.
Брат: Олексій Тертишний, двоюрідний брат: Дмитро Тертишний.
Досягнення
- Бронзовий призер МХЛ (1993, 1994)
- Чемпіон Росії (1999), срібний призер (1998)
- Чемпіон Євроліги (1999, 2000)
- Володар Кубка Росії (1998, 1999).

Тренерська кар'єра
- Помічник головного тренера «Трактор» (Челябінськ) (з 2010, КХЛ).